# Mendelejewskaja

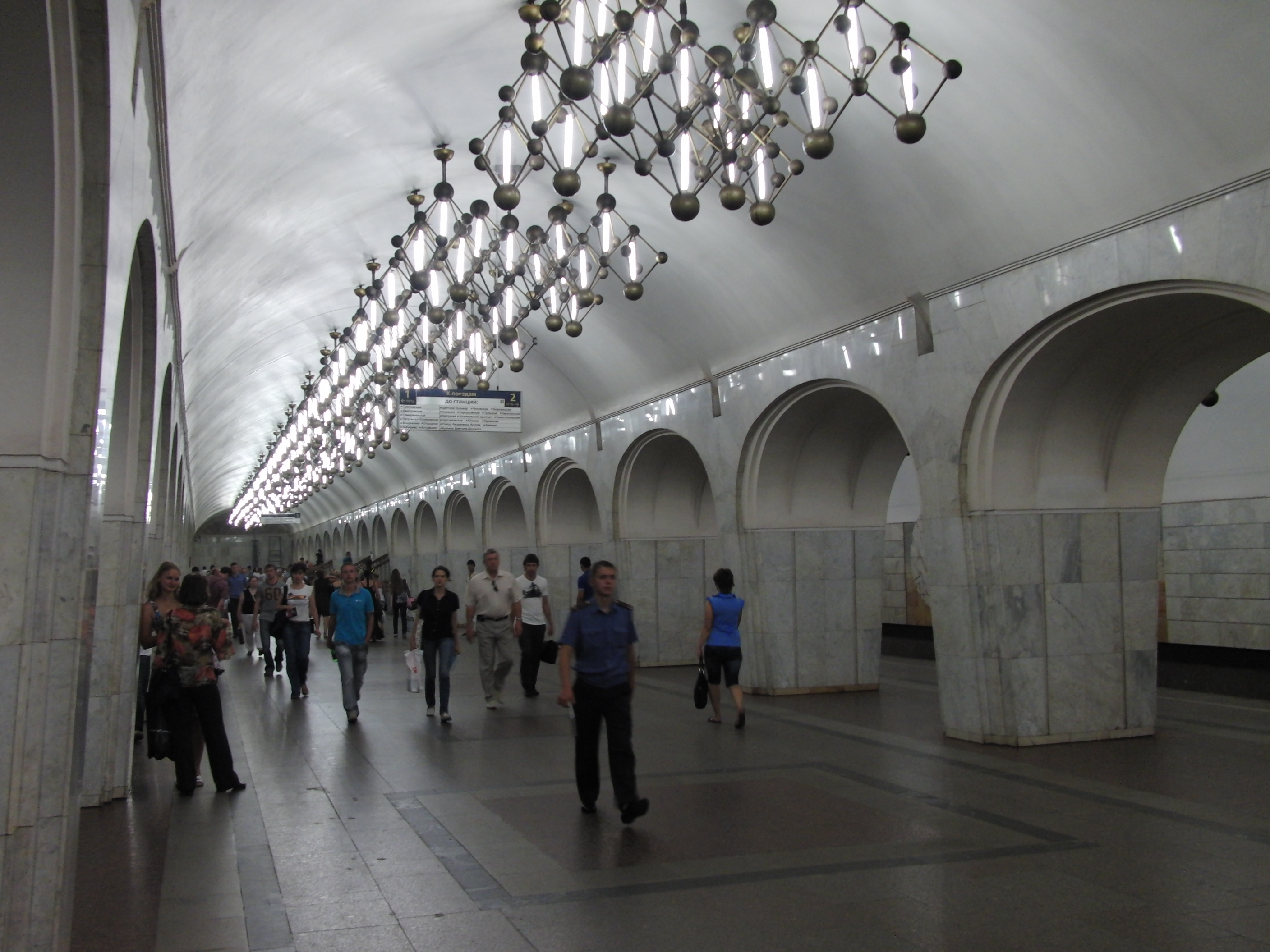
Mendelejewskaja, Bahnsteighalle

Denkmal für „Maltschik“

Mendelejewskaja (russisch Менделеевская (Ausspracheⓘ)) ist ein unterirdischer U-Bahnhof der Metro Moskau an der Serpuchowsko-Timirjasewskaja-Linie (auch als Graue Linie bekannt). Er wurde am 31. Dezember 1988 in Betrieb genommen und wurde nach dem Chemiker Dmitri Mendelejew benannt (Architektin Nina Alexandrowna Aljoschina).
Die Station liegt 48,5 Meter unterhalb der Erdoberfläche. Sie befindet sich im Norden des Moskauer Zentrums an der Nowoslobodskaja-Straße, die stadtauswärts in Richtung Dmitrow führt. Etwas nördlicher des Stationseingangs befindet sich das weithin berüchtigte Butyrka-Gefängnis, südlich grenzt an den U-Bahnhof die Metrostation Nowoslobodskaja der Ringlinie an. Zu dieser Station besteht ein direkter Übergang von Mendelejewskaja aus, der über die Treppen im Mittelbereich des Bahnsteigs erreichbar ist. Der einzige Ein- bzw. Ausgang ist vom nördlichen Bahnsteigende aus über Rolltreppen erreichbar. Diese führen in die Schalterhalle des Bahnhofs, von dort erreicht man den Ausgang über eine Fußgängerunterführung unter der Nowoslobodskaja-Straße. Alternativ kann man den U-Bahnhof auch über die Station Nowoslobodskaja verlassen, die über einen eigenen Ausgang verfügt.
Der U-Bahnhof verfügt über einen breiten Mittelbahnsteig, der durch zwei arkadenartige Säulenreihen dreigeteilt wird. Die Verkleidung der Wände und der Säulen ist gänzlich in Weiß gehalten. Markant sind die Leuchterreihen an den drei Gewölben des Bahnsteigs: In Anspielung auf den Namensgeber des Bahnhofs sehen ihre Einfassungen wie stilisierte Molekülverbindungen aus. Am südlichen Ende des Bahnsteigs findet sich unter dem Gewölbe eine Mosaikkomposition mit einem Bildnis Mendelejews.
Bekannt ist der Bahnhof ferner durch das im Februar 2007 aufgestellte Denkmal für den herrenlosen Hund „Maltschik“, der mehrere Jahre lang in der Nähe der Station lebte und Ende 2001 von einer geisteskranken jungen Frau getötet wurde. Die kleine bronzene Skulptur, die die Öffentlichkeit zu einem humaneren Umgang mit verwahrlosten Haustieren aufrufen soll, steht in der Schalterhalle der Mendelejewskaja in der Mitte zwischen den Eingangstüren und den Bahnsteigsperren.